# 윤광웅
윤광웅(尹光雄, 1942년 10월 13일 ~ , 부산)은 대한민국의 군인 출신 정치인, 공무원으로 제39대 국방부 장관이다. 해군 출신으로 제2함대사령관, 해군작전사령관, 해군참모차장 등을 역임하였으며 노무현 대통령 국방보좌관, 국방담당 특별보좌관, 국방부 장관 등을 역임하였다. 기존에 국방부 장관을 육군 대장 출신 장성이 독점하였던 가운데, 해군 출신 중장으로 군복무를 마감한 탓에 국방부 장관으로서는 비교적 힘들게 임무를 수행했다. 임기 중 전시 작전통제권 반환, 양심적 병역 거부 등 군대에 관련된 이슈들로 자주 언론에 이름을 올렸으며, 육군훈련소 인분 사건, 연천 GOP 총기 난사 사건이 발생하면서 곤혹을 치루기도 하였다.

## 경력
- 1966년 3월 - 해군 소위 임관
- 1993년 1월 - 한국해군 최초 세계일주 항해 사령관, 제5성분 전단장 (해군 준장)
- 1993년 10월 - 1993년 11월 합동참모본부 전력평가부장 (해군 소장)
- 1993년 11월 - 1995년 4월 해군 제2함대사령관
- 1995년 4월 - 1996년 11월 국방부 획득개발국장[7]
- 1996년 11월 - 1997년 4월 해군본부 전투발전단장
- 1997년 4월 - 1998년 4월 해군작전사령관 (해군 중장)
- 1998년 4월 - 1999년 3월 해군참모차장
- 2001년 1월 - 2003년 3월 해양연맹 부총재
- 2003년 3월 - 2004년 1월 국무총리 비상기획위원회 위원장
- 2004년 1월 - 2004년 7월 대통령비서실 국방보좌관
- 2004년 1월 - 2004년 7월 대통령 국방담당특별보좌관
- 2004년 7월 - 2006년 11월 제39대 국방부 장관
- 대한민국해양연맹 고문

## 학력
- 1958년 동래중학교 졸업
- 1961년 부산상업고등학교 졸업
- 1966년 해군사관학교 제20기 이학사
- 1968년 육군보병학교 위탁교육반 수료
- 1973년 국방대학교 행정학사 18기

## 상훈
- 미국 정부 공로훈장 (2000)
- 보국훈장 국선장 (1997)
- 보국훈장 천수장 (1990)

## 같이 보기
- 대한민국 정부